# Neopetromyces muricatus
Neopetromyces muricatus är en svampart som först beskrevs av Udagawa, Uchiy. & Kamiya, och fick sitt nu gällande namn av Frisvad & Samson 2000. Neopetromyces muricatus ingår i släktet Neopetromyces och familjen Trichocomaceae.   Inga underarter finns listade i Catalogue of Life.